# Казалето Ваприо
Казалето Ваприо (итал. Casaletto Vaprio) је насеље у Италији у округу Кремона, региону Ломбардија.
Према процени из 2011. у насељу је живело 1729 становника. Насеље се налази на надморској висини од 85 м.

## Становништво
| 1936. | 1951. | 1961. | 1971. | 1981. | 1991. | 2001. | 2011. |
| ----- | ----- | ----- | ----- | ----- | ----- | ----- | ----- |
| 967   | 1.034 | 922   | 829   | 920   | 1.071 | 1.314 | 1.761 |